# テレデザイン
テレデザイン（tele-design）は、日本の建築家ユニット。建築設計組織。

## メンバー
- 田島則行（1964年-　）建築家。アーバニスト。博士（環境学）。千葉工業大学教授。
東京都生まれ。工学院大学工学部建築学科卒業。AAスクール大学院修了。東京大学大学院博士課程修了。1993年、TATA建築事務所。1996年、オープンスタジオNOPE設立。1999年よりテレデザインを設立。「c-MA3」で、2005年JCDデザイン優秀賞受賞。日本建築家協会優秀建築選2005選出。「REISM」で2007年第28回INAXデザインコンペ入選。「Esq広尾」でグッドデザイン賞受賞と日本建築家協会優秀建築選2008選定。

- 納村信之（1965年-　）建築家。博士（工学）。岡山理科大学教授。
愛媛県生まれ。東京大学工学部建築学科卒業、AAスクール大学院修了後、2005年まで東京大学大学院工学系研究科博士課程。清水建設設計本部、プランテック総合計画事務所勤務を経て、2000年にTRANSCAPE設立し、テレデザイン・コラボレーション設立に参画する。2002年、香港理工大学客員講師。2001年から2006年、関東学院大学非常勤講師。2009年から名古屋商科大学准教授就任。2004年、「電力館」でディスプレイデザイン賞、JCDデザイン賞を受賞。

- 久野紀光（1969年-　）建築家・博士（工学）。名古屋市立大学教授。
神奈川県生まれ。1994年東京工業大学大学院修士課程修了、1999年博士課程。1994年から1998年まで、鹿島設計部（KAJIMA DESIGN）勤務。1999年テレデザイン・コラボレーション設立に参画。2001年より現職。「資生堂湘南新研修所」で、1999年BCS賞、1998年グッドデザイン賞施設部門金賞。2001年FIDCフラットインフィルデザインコンペ優秀賞受賞。2003年Harvard GSD(Tokyo Micro Urbanism)より招聘。

（もとメンバー）
- 山本健太郎（1966年-　）建築家。
宮城県生まれ。1987年 国立宮城工業高等専門学校建築学科卒業。1996年 ケンタロー・アーキテクツ設立。1999年 テレデザイン・コラボレーションの設立に参画。2001年 有限会社Kaテレデザインへ名称変更。2005年 有限会社Kaデザインへ名称変更。

- 柳原博史は、マインドスケープを参照。